# Могочинський район
Мого́чинський район (рос. Могочинский район) — район у складі Забайкальського краю Російської Федерації.
Адміністративний центр — місто Могоча.

## Населення
Населення — 24040 осіб (2019; 25508 в 2010, 27225 у 2002).

## Адміністративний поділ
Район адміністративно поділяється на 5 міських та 2 сільських поселення:
| Поселення                          | Площа, км² | Населення, осіб (2002) | Населення, осіб (2010) | Населення, осіб (2019) | Центр       | Населені пункти |
| ---------------------------------- | ---------- | ---------------------- | ---------------------- | ---------------------- | ----------- | --------------- |
| Амазарське міське поселення        | 50,02      | 2869                   | 2542                   | 2401                   | Амазар      | 11              |
| Давендинське міське поселення      | 3,56       | 1348                   | 1034                   | 892                    | Давенда     | 2               |
| Ключевське міське поселення        | 36,52      | 1694                   | 1356                   | 1196                   | Ключевський | 1               |
| Ксеньєвське міське поселення       | 855,51     | 4092                   | 3423                   | 2960                   | Ксеньєвка   | 5               |
| Могочинське міське поселення       | 69,38      | 13788                  | 13652                  | 13400                  | Могоча      | 5               |
| Сбегинське сільське поселення      | 3082,80    | 1830                   | 1951                   | 1824                   | Сбега       | 4               |
| Семиозернинське сільське поселення | 1,06       | 1604                   | 1550                   | 1367                   | Семиозерний | 4               |

## Найбільші населені пункти
| №  | Населений пункт | Населення, осіб (2002) | Населення, осіб (2010) |
| -- | --------------- | ---------------------- | ---------------------- |
| 1  | Могоча          | 13282                  | 13258                  |
| 2  | Ксеньєвка       | 3496                   | 2980                   |
| 3  | Амазар          | 2641                   | 2374                   |
| 4  | Сбега           | 1532                   | 1712                   |
| 5  | Ключевський     | 1694                   | 1356                   |
| 6  | Семиозерний     | 969                    | 1010                   |
| 7  | Давенда         | 1022                   | 812                    |
| 8  | Таптугари       | 626                    | 534                    |
| 9  | Ітака           | 451                    | 356                    |
| 10 | Чалдонка        | 345                    | 284                    |